# Zarrīnābād (ort)
Zarrīnābād (persiska: زرين آباد, زيرين آباد, زَرّين آباد بينرينِه رُّد) är en ort i Iran.   Den ligger i provinsen Zanjan, i den nordvästra delen av landet, 270 km väster om huvudstaden Teheran. Zarrīnābād ligger 1 733 meter över havet och antalet invånare är 4 956.
Terrängen runt Zarrīnābād är en högslätt. Runt Zarrīnābād är det ganska glesbefolkat, med 34 invånare per kvadratkilometer. Zarrīnābād är det största samhället i trakten. Trakten runt Zarrīnābād består i huvudsak av gräsmarker.